# Lee County (Arkansas)
Das Lee County ist ein County im US-amerikanischen Bundesstaat Arkansas. Im Jahr 2010 hatte das County 10.424 Einwohner und eine Bevölkerungsdichte von 6,7 Einwohnern pro Quadratkilometer. Der Verwaltungssitz (County Seat) ist Marianna.

## Geografie
Das County liegt im äußersten Osten von Arkansas, grenzt im Osten an den Mississippi River, der die Grenze zu Mississippi bildet. Es hat eine Fläche von 1604 Quadratkilometern, wovon 46 Quadratkilometer Wasserfläche sind. Das County wird in Nord-Süd-Richtung vom Saint Francis River durchflossen. An das Lee County grenzen folgende Nachbarcountys:
|               | St. Francis County | Crittenden County           |
| Monroe County |                    | Tunica County (Mississippi) |
|               | Phillips County    |                             |

## Geschichte

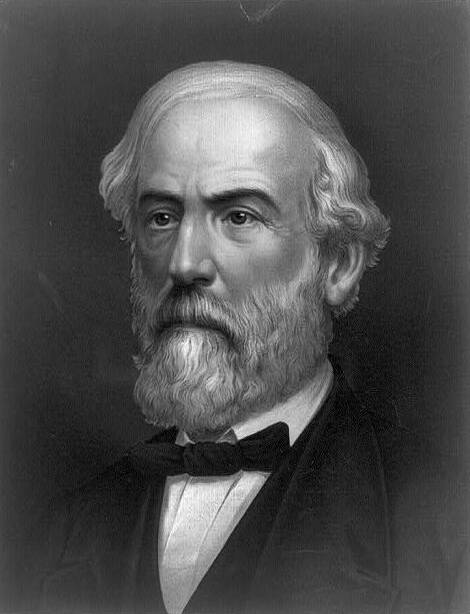
Robert E. Lee

Das Lee County wurde am 17. April 1873 aus Teilen des Crittenden County, des Monroe County, des Phillips County und des St. Francis County gebildet. Benannt wurde es nach Robert Edward Lee (1807–1870), einem General der US-Armee und im Sezessionskrieg (1861–1865), Oberbefehlshaber der Army of Northern Virginia in den Streitkräften der Südstaaten (Konföderierte Staaten von Amerika).

## Demografische Daten
Nach der Volkszählung im Jahr 2010 lebten im Lee County 10.424 Menschen in 3516 Haushalten. Die Bevölkerungsdichte betrug 6,7 Einwohner pro Quadratkilometer. In den 3516 Haushalten lebten statistisch je 2,62 Personen.
Ethnisch betrachtet setzte sich die Bevölkerung zusammen aus 43,1 Prozent Weißen, 54,4 Prozent Afroamerikanern, 0,6 Prozent amerikanischen Ureinwohnern, 0,4 Prozent Asiaten sowie aus anderen ethnischen Gruppen; 1,4 Prozent stammten von zwei oder mehr Ethnien ab. Unabhängig von der ethnischen Zugehörigkeit waren 1,9 Prozent der Bevölkerung spanischer oder lateinamerikanischer Abstammung.
20,3 Prozent der Bevölkerung waren unter 18 Jahre alt, 63,9 Prozent waren zwischen 18 und 64 und 15,8 Prozent waren 65 Jahre oder älter. 44,5 Prozent der Bevölkerung war weiblich.

Das jährliche Durchschnittseinkommen eines Haushalts lag bei 30.494 USD. Das Pro-Kopf-Einkommen betrug 13.103 USD. 28,8 Prozent der Einwohner lebten unterhalb der Armutsgrenze.

## Kultur und Sehenswürdigkeiten

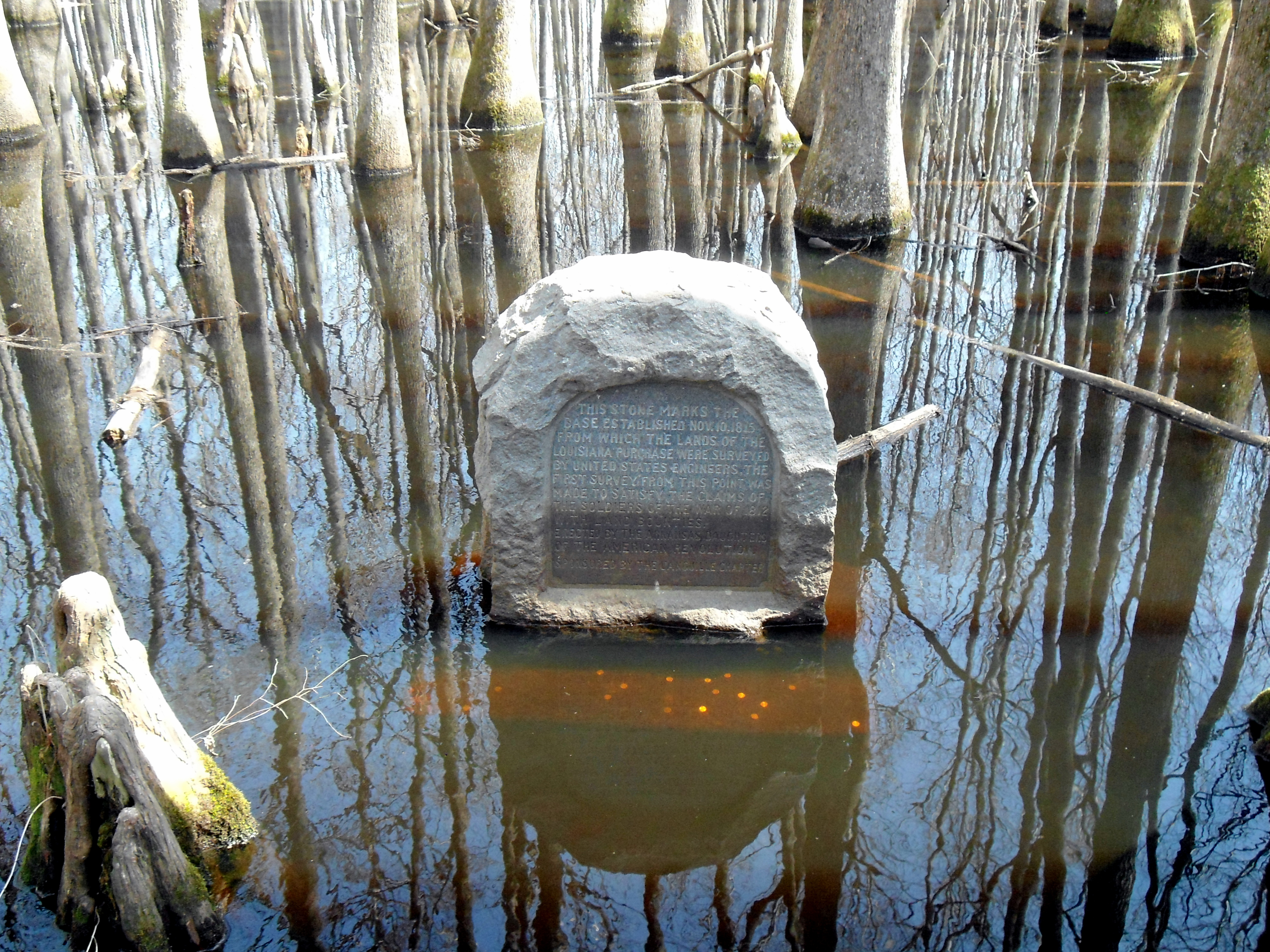
Der Louisiana Purchase Survey Marker (2013). Dieser Gedenkstein ist seit April 1993 ein National Historic Landmark und markiert den Punkt, ab dem die Gebiete des Louisiana Purchase („Louisiana-Kauf“) von 1803 vermessen wurden.

Zwölf Bauwerke, Stätten und historische Bezirke (Historic Districts) des Countys sind im National Register of Historic Places („Nationales Verzeichnis historischer Orte“; NRHP) eingetragen (Stand 17. Mai 2022), darunter hat der Louisiana Purchase Survey Marker den Status eines National Historic Landmarks („Nationales historisches Wahrzeichen“).

## Ortschaften im Lee County
City
- Marianna

Towns
| - Aubrey - Haynes - La Grange | - Moro - Rondo |

Unincorporated Communities
- Brickeys
- Council
- Oak Forest
- Spring Creek

## Gliederung
Das Lee County ist in zwölf Townships eingeteilt:

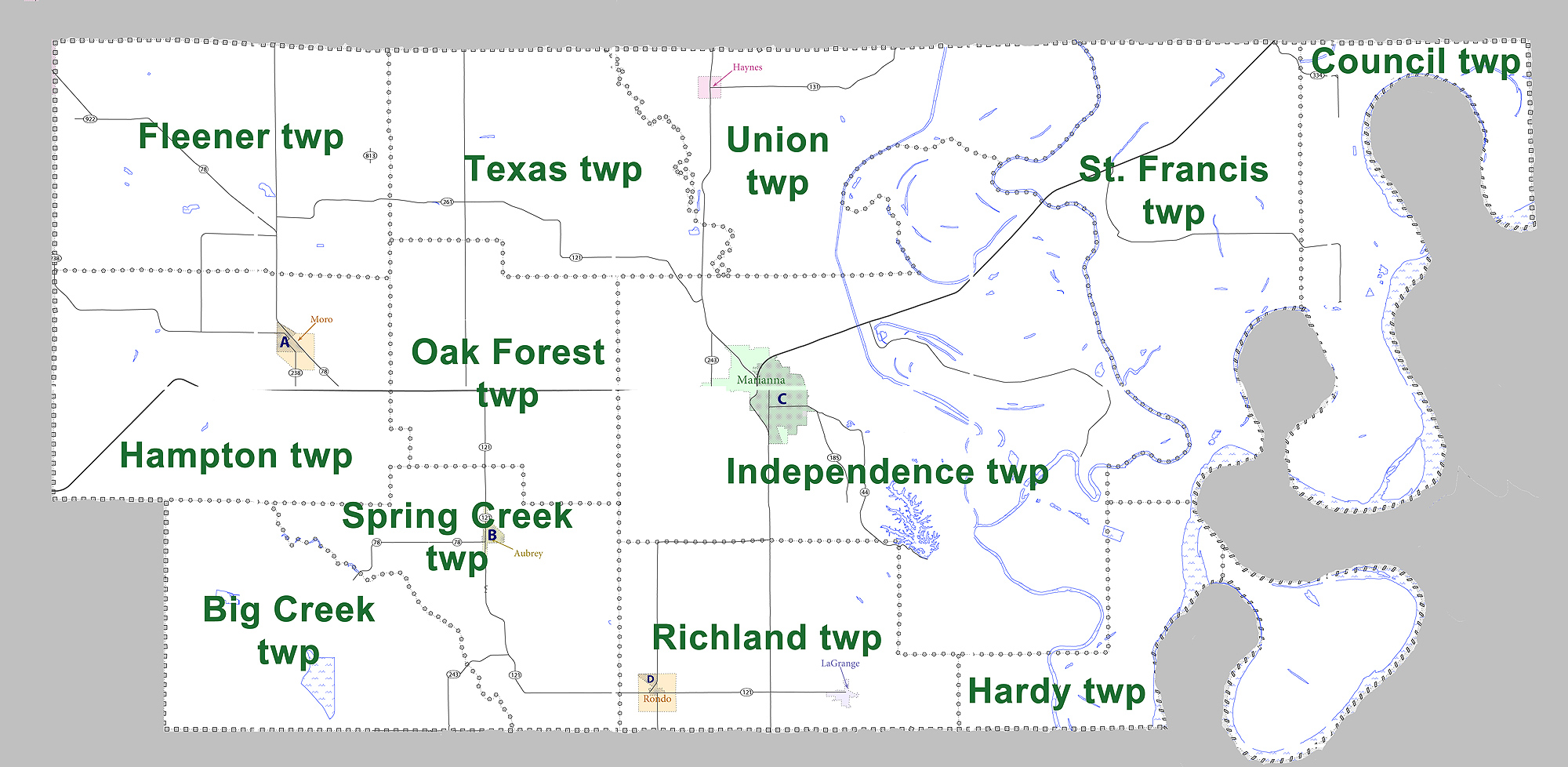
Townships im Lee County

| Township              | Einwohner (2010) | FIPS     |
| --------------------- | ---------------- | -------- |
| Big Creek Township    | 80               | 05-90264 |
| Council Township      | 27               | 05-90930 |
| Fleener Township      | 309              | 05-91302 |
| Hampton Township      | 690              | 05-91593 |
| Hardy Township        | 11               | 05-91602 |
| Independence Township | 5266             | 05-91821 |
| Oak Forest Township   | 350              | 05-92733 |
| Richland Township     | 656              | 05-93138 |
| Spring Creek Township | 1882             | 05-93273 |
| St. Francis Township  | 496              | 05-93459 |
| Texas Township        | 383              | 05-93600 |
| Union Township        | 274              | 05-93699 |